# 三國春秋
《三國春秋》，1976年間播出的麗的電視古裝劇，共40集。改編自中國古典小說《三國演義》，講述劉、關、張三兄弟桃園結義至劉備白帝城托孤之間的故事。
本劇為鍾景輝過檔到麗的電視以後製作的電視劇，幾乎出動所有麗的電視藝員拍攝，耗資巨大，為當年的古裝大劇。
主題曲由文千歲主唱。

## 演員表
- 陳振華 飾 劉備
- 劉志榮 飾 關羽
- 郭峰 飾 張飛
- 梁天 飾 曹操
- 張瑛 飾 諸葛亮
- 胡楓 飾 孫權
- 張清 飾 周瑜
- 徐小明 飾 趙雲
- 潘志文 飾 呂布 , 曹丕
- 歐陽佩珊 飾 貂蝉
- 陳有后 飾 董卓
- 鍾景輝 飾 王允
- 司馬華龍 飾 漢靈帝
- 張之玨 飾 漢獻帝
- 黃曼梨 飾 董太后
- 潘冰嫦 飾 伏皇后
- 伍秀芳 飾 何皇后
- 陸柱石 飾 董承
- 盧愛蓮 飾 董貴人
- 吳元俊 飾 王子服
- 秦錦棠 飾 秦慶童
- 周麗娟 飾 雲英
- 林錦棠 飾 徐庶
- 李月清 飾 徐庶母
- 招顯志 飾 崔州平
- 李亨 飾 劉表
- 黎少芳 飾 劉表夫人
- 余立綱 飾 蔡瑁
- 袁浩泉 飾 孫乾
- 李影 飾 孫夫人
- 陳曙光 飾 魯肅
- 文千歲 飾
- 黃蕙芬 飾 吳國太
- 宋豪輝 飾 張遼
- 羅石青 飾 袁紹
- 劉松仁 飾 吉平
- 梁漢威 飾 陳宮
- 陳中堅 飾 荀彧